# Loppstarr
Loppstarr (Carex pulicaris) är en flerårig gräslik växt inom släktet starrar och familjen halvgräs. Loppstarr växer glestuvad, utan utlöpare och med ljust rödbruna basala slidor. De mörkgröna bladen blir från 0,5 till 1 mm breda och är knappt lika långa som stråna. Axen blir från 1 till 2,5 cm långa, har fem till tio hanblommor upptill och fem till tio honblommr nertill. De rödbruna axfjällen är cirka fyra mm, har mittnerv och smala ljusa hinnkanter. De glänsande orange till mörkbruna fruktgömmena blir från 4,5 till 5,5 mm, har skaftad bas, kort näbb och är först upprätt men slutligen nedåtriktad. Loppstarr blir från 5 till 25 cm hög och blommar från maj till juni.

## Utbredning
Loppstarr är ganska vanlig i Norden och trivs bäst på fuktig, kalkrik eller översilad torvmark, såsom kärrängar, fuktängar, slåttermarker, källdrag, sumpskogar, fukthedar och stränder. Dess utbredning i Norden sträcker sig till södra och delar av mellersta Sverige, Åland, längs hela kusten i Norge, hela Danmark, Färöarna och längs Islands öst- och västkust.